# Tomaiul Nou
Tomaiul Nou è un comune della Moldavia situato nel distretto di Leova di 769 abitanti al censimento del 2004

## Località
Il comune è formato dall'insieme delle seguenti località (popolazione 2004)
- Tomaiul Nou (419 abitanti)
- Sărăţica Veche (350 abitanti)